# Grzegorz Piotrowski (muzyk)
Grzegorz Piotrowski ps. Grzech (ur. 12 lipca 1974 w Olsztynie) – polski muzyk, kompozytor, producent muzyczny i multiinstrumentalista, a także wydawca.

## Życiorys
Absolwent Wydziału Jazzu i Muzyki Rozrywkowej Akademii Muzycznej im. Karola Szymanowskiego w Katowicach. Członek Akademii Fonograficznej ZPAV.
W 1997 roku, założył grupę Alchemik, w której występowali m.in. studiujący wówczas na Wydziale Jazzu i Muzyki Rozrywkowej Akademii Muzycznej w Katowicach, Łukasz i Paweł Golcowie. Grupa zdobyła kilka nagród, między innymi na festiwalu Jazz nad Odrą w 1997 roku oraz na festiwalu Jazz Hoeilaart w Belgii w 1998 roku, gdzie zajęła pierwsze miejsce w konkursie.
W 2003 roku opracował wraz z zespołem Alchemik muzykę do filmu Powiedz to, Gabi w reżyserii Rolanda Rowińskiego. W 2005 roku zagrał na saksofonie w słuchowisku Saksofon basowy Josefa Skvoreckiego w reżyserii Andrzeja Piszczatowskiego. Realizacja otrzymała Grand Prix w kategorii słuchowisk radiowych na festiwalu Dwa Teatry, a Piotrowski otrzymał nagrodę za kreację instrumentalną. Również w 2005 roku ukazała się jego solowa płyta, jako Grzech Piotrowski, zatytułowana SIN.

## Dyskografia
- Harlem – Lustra (1995, Eurocom Music, saksofon, fortepian)[3]
- Kasia Kowalska – Koncert inaczej (1995, Izabelin Studio, PolyGram Polska, saksofon)[4]
- Norbi – Samertajm (1997, PolyGram Polska, saksofon)[5]
- Kasia Stankiewicz – Kasia Stankiewicz (1999, Zic Zac, aranżacje, muzyka)[6]
- Reni Jusis – Elektrenika (2001, Pomaton EMI, muzyka, saksofon)[7]
- Perfect – Symfonicznie (2002, Polskie Radio, aranżacje)[8]
- Budka Suflera – Mokre oczy (2002, Pomaton EMI, saksofon)[9]
- Grzegorz Piotrowski, Alchemik - Powiedz to, Gabi (2003, Alchemik Studio, ścieżka dźwiękowa)[10]
- Full Power Spirit – Hip-hop Dekalog (2004, Wydawnictwo Salezjańskie, muzyka)
- Grzech Piotrowski - Sin (2005, Arms Records)[11]
- Marysia Starosta – Maryland (2008, EMI Music Poland, produkcja muzyczna)
- Paweł Kaczmarczyk – Complexity in Simplicity (2009, The ACT Company, saksofon)[12]
- Grzech Piotrowski - Emotronica (2009, Alchemik Studio)[13]
- Anna Voigt - Dreams Come True (2010, EMI Music Poland, saksofon)[14]
- Grzech Piotrowski Quartet - Archipelago (2011, Challenge Records)
- Te-Tris – LOT 2011 (2011, Aptaun Records, saksofon)[15]
- Grzech Piotrowski - World Orchestra (2012, Alchemik Studio/Agora)
- Nowe pokolenie 14/44 (2014, Polskie Radio)[16]
- Grzech Piotrowski – The Best Of (2022, Ministerstwo Dźwięku)[17]

## Filmografia
- "Pamiętnik pani Hanki" (2013, spektakl telewizyjny, wykonanie muzyki, aranżacje)[18]

## Nagrody i wyróżnienia
- 2005 – Grand Prix konkursu radiowego V Festiwalu Teatru Polskiego Radia i Teatru Telewizji Polskiej "Dwa Teatry" w Sopocie za kreację instrumentalną w spektaklu "Saksofon basowy"[19]
- 2012 – Nominacja do Nagrody Muzycznej Programu Trzeciego – „Mateusz” w kategorii Muzyka rozrywkowa – za World Orchestra, „niezwykle śmiały projekt określany przez Autora mianem europejskiej muzyki improwizowanej, w której korzenie muzyki słowiańskiej, skandynawskiej i bałkańskiej połączyły się w jedną fascynującą całość”[20].
- 2013 – Nominacja do nagrody polskiego przemysłu fonograficznego Fryderyka w kategoriach Album roku - jazz za wydawnictwo World Music i Artysta roku - jazz[21]

## Galeria

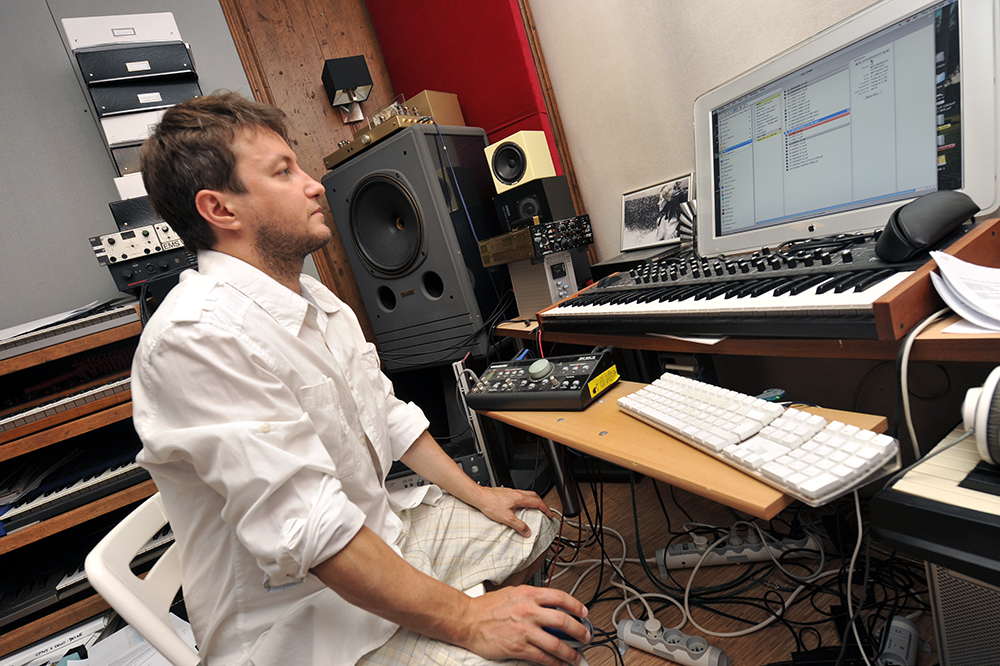
Grzech Piotrowski w swoim studio w Warszawie - sierpień 2010
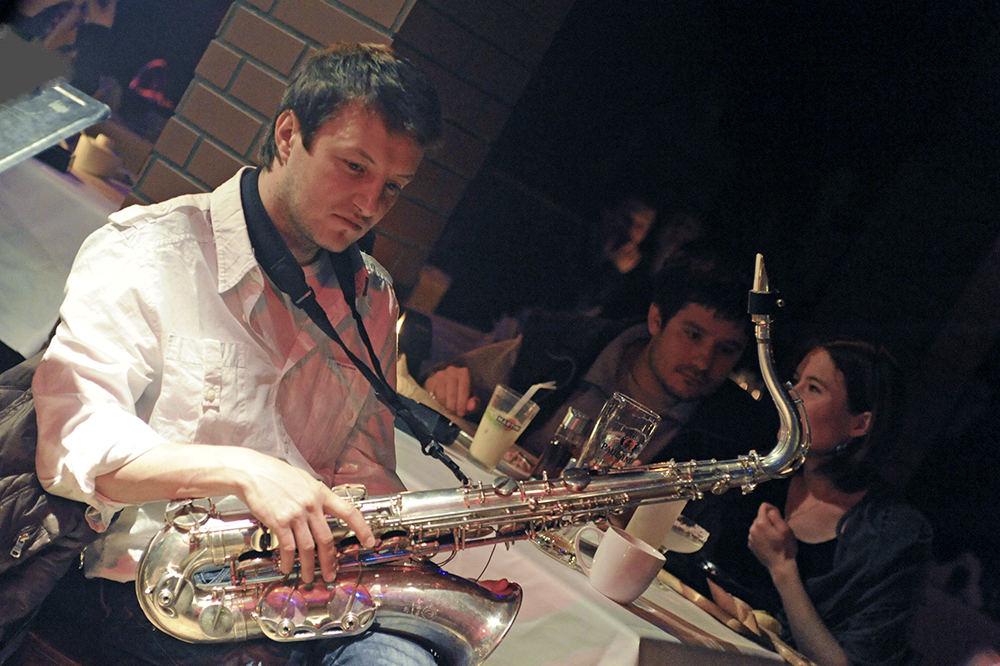
Grzeh Piotrowski w warszawskim klubie jazzowym Tygmont - styczeń 2010.
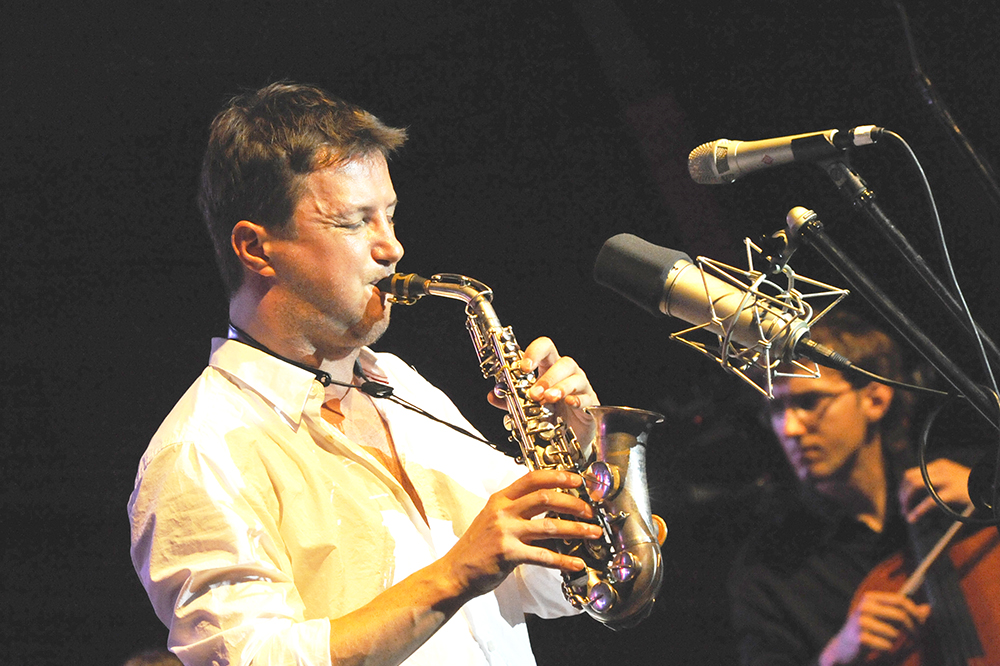
World Orchestra - koncert w Warszawe - lipiec 2010.
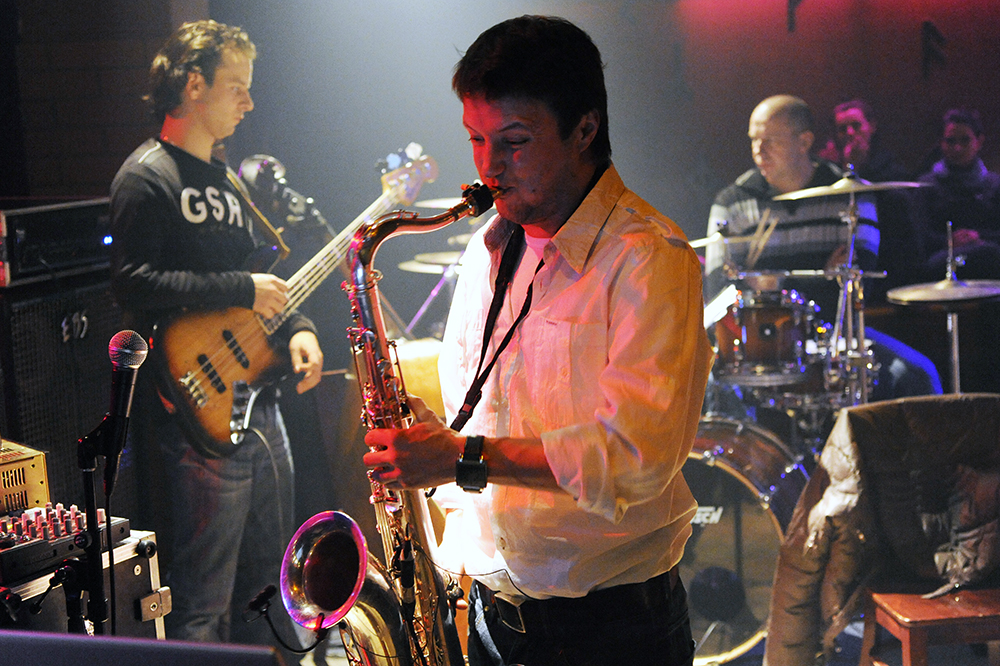
Grzech Piotrowski na saksofonie, w tle Michał Barański na kontrabasie i Grzegorz Grzyb na perkusji - jazzowy klub Tygmont w Warszawie - styczeń 2010
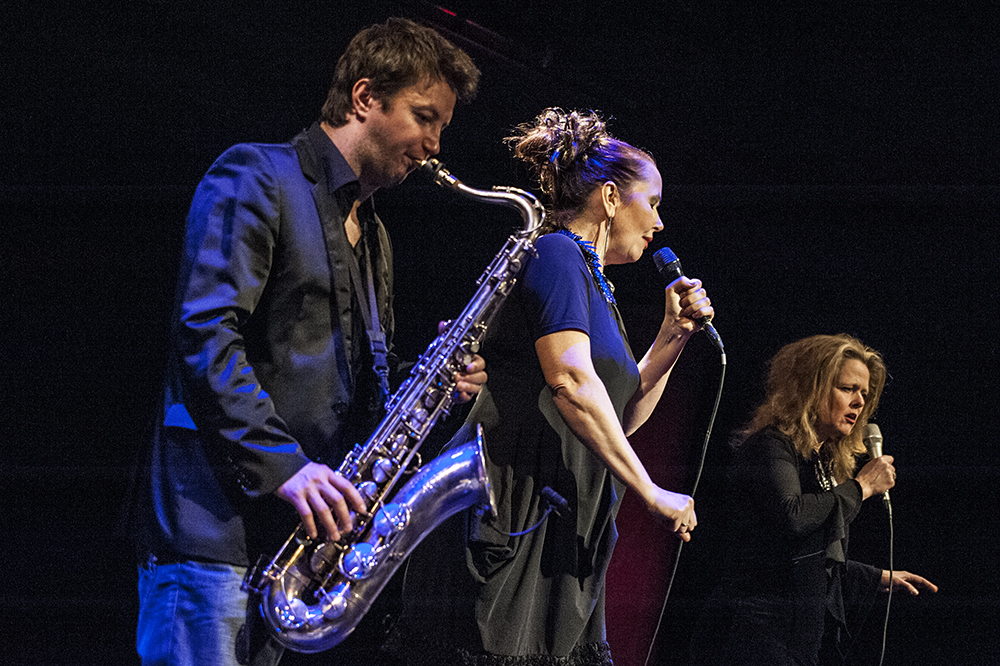
Norweski projekt AKKU rozszerzony o saksofon, OCH-Teatr w Warszawie, grudzień 2011.